# Horst Osterheld
Horst Osterheld (* 9. April 1919 in Ludwigshafen am Rhein; † 27. Juli 1998 in Bonn) war ein deutscher Diplomat und außenpolitischer Berater.

## Leben
Die Zeit 1937–1947 verbrachte er mit Wehr- und Kriegsdienst und in Gefangenschaft.
1941–1942 und 1947–1950 studierte er Rechtswissenschaften und Volkswirtschaft, wobei er 1949–1950 bei einer Außenhandelsgesellschaft tätig war.
1951 trat er in den Auswärtigen Dienst ein und diente unter anderem in Paris (1953–1955), bei der Ständigen Vertretung der Bundesrepublik Deutschland bei der NATO (1955–1957) und in Washington (1958–1960).
Bundeskanzler Konrad Adenauer holte ihn 1960 ins Bundeskanzleramt, wo er bis 1966 Leiter des außenpolitischen Büros und danach Leiter der Abteilung I war, zuständig u. a. für Kabinettssachen des AA, BMJ, BMWi, BML, BMA und in Personalangelegenheiten sowie für Grundsatzfragen der Deutschlandpolitik. Bei Baubeginn der Berliner Mauer waren er, Hans Globke und Heinrich Krone geteilter Meinung, ob Adenauer nach Berlin fahren solle. Adenauers Entscheidung, die Hauptstadt nicht zu besuchen, gehört zu seinen umstrittensten Entschlüssen.
Mit Ludwig Erhard kam Osterheld weniger gut zurecht; die Spannungen im deutsch-französischen und transatlantischen Verhältnis, der Streit in der Bundesregierung zwischen Atlantikern und Gaullisten sowie das Tauziehen um die atomare Überwasserflotte Multilateral Force konnte er nicht verhindern.
Mit seiner Frau Ingrid hatte er vier Söhne.
Im Herbst 1969 wurde er nach dem Regierungswechsel in den einstweiligen Ruhestand versetzt, jedoch von Außenminister Walter Scheel reaktiviert und 1970–1971 als Botschafter nach Chile gesandt. Nachdem Karl-Heinz Sohn im Februar 1971 die Anerkennung der DDR durch Chile angekündigt hatte, fürchtete Osterheld um seine Glaubwürdigkeit und bat Scheel um einen anderen Posten, worauf er erneut in den einstweiligen Ruhestand versetzt wurde.
1973–1975 wirkte er bei Missio in Aachen.
Als der Heilige Stuhl um 1975 beabsichtigte, eigenständige Diözesen auf dem Gebiet der DDR zu errichten, führte Osterheld beim Sekretariat der Deutschen Bischofskonferenz den „Kampf gegen die Zerreißung deutscher Bistümer an der innerdeutschen Grenze“. Ab 1976 war er Sekretär der Kommission für weltkirchliche Aufgaben und Leiter der Zentralstelle für weltkirchliche Aufgaben.
1980–1984 war er im Bundespräsidialamt als Leiter der Abteilung II (Ausland, Protokoll, Presse).

## Veröffentlichungen
- Die Vollstreckung von Entscheidungen der Europäischen Gemeinschaft für Kohle und Stahl in der Bundesrepublik Deutschland, 1954.
- Auslandsreisen d. Regierungschefs.[5]
- Der Kampf um die Deutschlandpolitik in Chile 1970/71.
- Konrad Adenauer: Ein Charakterbild, 1973.
- Konrad Adenauer: Leben und Politik, 1975.
- Konrad Adenauer, 1876/1976, 1975.
- Franz Schubert: Schicksal und Persönlichkeit, 1978.
- Ich gehe nicht leichten Herzens ...' Adenauers letzte Kanzlerjahre; 1986.[6]
- Strauß offensichtlich kein Konkurrent mehr...[6]
- Konrad Adenauer: Ein biographischer Essay, in: Die Bundeskanzler (1993), S. 27–90.

## Belege
1. ↑  Kabinettsprotokolle Online "Osterheld, Horst" (3.17:). In: bundesarchiv.de. 4. Juni 2016, abgerufen am 7. Januar 2017.
2. ↑  Hans Booms: Die Kabinettsprotokolle der Bundesregierung: 1963; S. 524 (eingeschränkte Vorschau in der Google-Buchsuche)
3. ↑  Horst Osterheld/Einführung: Ulrich Schlie: Innenansichten der Macht. In: Die Politische Meinung Nr. 442, 2006, S. 37–41.
4. ↑  Frankfurter Allgemeine Zeitung, 29.06.2006, Nr. 148 / Seite 7: Gott und die deutsche Frage. In: FAZ.net. 29. Juni 2006, abgerufen am 7. Januar 2017.
5. ↑  GVK – Gemeinsamer Verbundkatalog - 2.1. In: gso.gbv.de. Abgerufen am 7. Januar 2017.
6. 1 2  Horst Osterheld: „Strauß offensichtlich kein Konkurrent mehr...“ In: Der Spiegel. Nr. 47, 1986 (online).

| Vorgänger        | Amt                                                   | Nachfolger  |
| ---------------- | ----------------------------------------------------- | ----------- |
| Franz Josef Bach | Außenpolitischer Berater des Bundeskanzlers 1960–1969 | Ulrich Sahm |

| Personendaten    | Personendaten                                   |
| ---------------- | ----------------------------------------------- |
| NAME             | Osterheld, Horst                                |
| KURZBESCHREIBUNG | deutscher Diplomat und außenpolitischer Berater |
| GEBURTSDATUM     | 9. April 1919                                   |
| GEBURTSORT       | Ludwigshafen am Rhein                           |
| STERBEDATUM      | 27. Juli 1998                                   |
| STERBEORT        | Bonn                                            |